# Mary Schapiro
Pour les articles homonymes, voir Shapiro.
Mary L. Shapiro (née le 19 juin 1955 à New York) est une haute fonctionnaire démocrate américaine, ayant essentiellement occupé des postes de régulateur dans l'administration et à la présidence d'organismes de contrôle et de régulation.
Elle est nommée le 18 décembre 2008 dans la nouvelle administration du président Barack Obama à la présidence de la Securities and Exchange Commission (SEC) pour tenter de redonner du crédit au régulateur boursier accusé d'avoir failli à sa mission en ayant laissé se former la bulle qui a débouché sur la crise des crédits immobiliers à risque (subprimes). Elle entre en fonction début 2009 et reste en poste jusque fin 2012.

## Biographie
Née en 1955, Mary Schapiro est diplômée du Collège Franklin & Marshall en 1977 et obtient son doctorat de droit (Juris Doctor degree) en 1980 à l'université George-Washington.
De 1988 à 1993, elle travaille à la SEC, nommée par le président Ronald Reagan pour occuper un des deux sièges démocrates de l'organisation. 
En 1994, dans l'administration du président Bill Clinton, elle est présidente de la Commodity Futures Trading Commission.
En 1996, elle est nommée à la présidence de l'office de régulation de la National Association of Securities Dealers, dont elle devient vice-présidente en 2002 et présidente en 2006. Elle est à l'origine de la création de la nouvelle Financial Industry Regulatory Authority, dont elle devient présidente en 2007.
Elle est aussi membre du bureau des directeurs du la Duke Energy and Kraft Food et en janvier 2008, le président George W. Bush la nomme comme membre du Advisory Council on Financial Literacy.
En 2009, elle est nommée par Barack Obama présidente de la SEC. Durant sa présidence, elle renforce les pouvoirs de l'agence et met en place de nouvelles règles afin d'encadrer plus efficacement le milieu financier, politique qui contraste avec deux décennies de dérégulation. Plusieurs actions judiciaires sont également intentées contre des grandes banques comme Goldman Sachs, Citigroup ou JPMorgan Chase. Le 26 novembre 2012, elle annonce qu'elle démissionne de la SEC et quitte ses fonctions le 14 décembre,.